# 阿部由記子
阿部 由記子（あべ ゆきこ、1972年8月26日 - ）は岩手県出身の日本の柔道家。現役時代は66kg級の選手。身長165cm。

## 人物
小佐野中学2年の時に早くも体重別と強化選手選考会の66kg級で3位になった。3年の時にはコロラドスプリングスで開催された環太平洋柔道選手権大会で日本選手最年少となる15歳1ヶ月でのシニアの国際大会優勝を飾った(2020年現在も最年少記録を保持している)。続く強化選手選考会でも優勝を果たした。釜石南高校へ進むと、1年の時には強化選手選考会で2連覇、体重別では初優勝を飾った。2年の時には強化選手選考会で3連覇を達成した。福岡国際では3位に入った。3年の時には世界ジュニアに出場して決勝まで進むも、イギリスのケイト・ホーウェイに敗れて2位にとどまった。体重別では決勝で筑波大学大学院の藤本涼子に敗れた。1991年には筑波大学へ進学するも、ケガなどの影響でしばらく結果を残せずにいた。しかし、1992年の福岡国際では決勝でオリンピックチャンピオンであるキューバのオダリス・レベに敗れたものの2位に入った。1993年にはイギリス国際で久しぶりとなる国際大会での優勝を飾った。強化選手選考会では決勝で横浜そごうの大石愛子に敗れた。1994年の正力杯では優勝するが、世界学生では決勝で韓国の曹敏仙に敗れて2位だった。その後、筑波大学の2年先輩で78kg級の強化選手でもあった本田勝義と結婚して本田姓となると、1995年の体重別では3位になった。引退後は純真女子短期大学で教員の職に付いたまた、柔道整復師になった。

## 主な戦績
- 1986年 - 体重別　3位
- 1986年 - 強化選手選考会　3位
- 1987年 - 体重別　3位
- 1987年 - 環太平洋柔道選手権大会　優勝
- 1987年 - 強化選手選考会　優勝
- 1988年 - 強化選手選考会　優勝
- 1988年 - 体重別　優勝
- 1989年 - 強化選手選考会　優勝
- 1989年 - 福岡国際 3位
- 1990年 - 世界ジュニア 2位
- 1990年 - 体重別　2位
- 1992年 - 強化選手選考会　3位
- 1992年 - 福岡国際 2位
- 1993年 - イギリス国際　優勝
- 1993年 - 全日本学生柔道優勝大会　2位
- 1993年 - 強化選手選考会　2位
- 1994年 - 正力杯　優勝
- 1994年 - 世界学生 2位
- 1995年 - 体重別　3位

(出典、JudoInside.com)